# Медаль «Воину-интернационалисту от благодарного афганского народа»
Медаль «Воину-интернационалисту от благодарного афганского народа» (пушту مډال د مننې وړ افغان ولس څخه نړیوال جنګیالي ته‎) — государственная награда Республики Афганистан. Вручалась представителями афганской администрации советским военнослужащим, проходившим службу в рядах ОКСВА. 

## История
Указ об учреждении медали был подписан 15 мая 1988 года, в день, когда начался вывод первых воинских частей из Джелалабада.
После вывода советских войск из Афганистана легитимной военной наградой (дающей основание на получение определённого статуса, льгот и т. п.) является только на постсоветском пространстве.

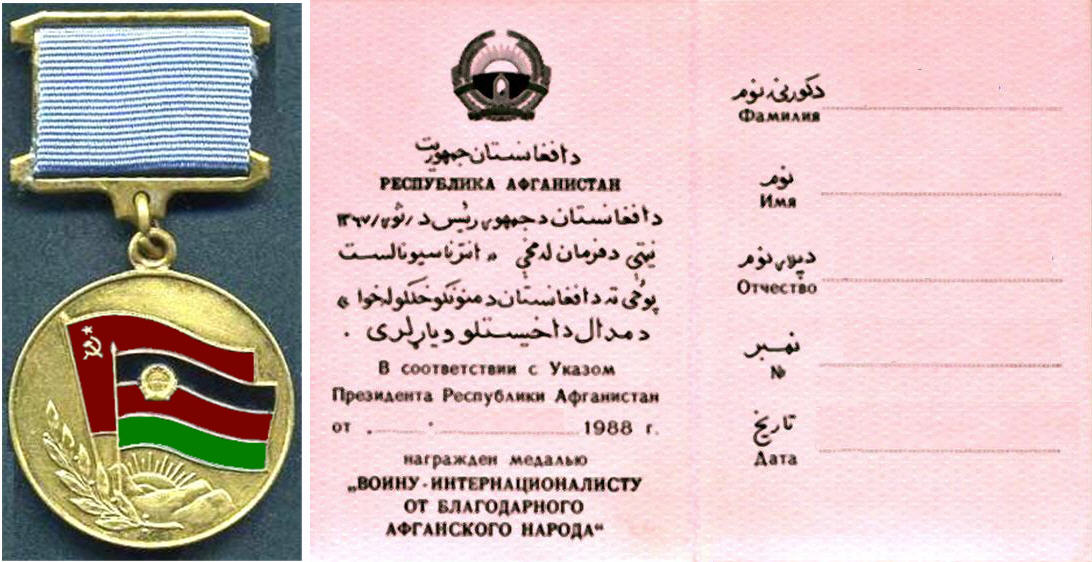
Медаль с удостоверением

## Описание
Медаль изготовлена из латуни. На аверсе флаг Республики Афганистан, наложенный на флаг СССР. Древки флагов упираются в композицию из гор, над которыми восходит солнце. От гор, по окружности положена оливковая ветвь.
На реверсе в центре надпись на русском языке: «ОТ БЛАГОДАРНОГО АФГАНСКОГО НАРОДА» в четыре строки, ниже по окружности надпись повторяется на языке пушту.
Медаль при помощи ушка и овального звена соединяется с прямоугольной колодкой, имеющей по бокам выемку. Ширина колодки — 29 мм, высота — 25 мм (включая нижний выступ). Вдоль основания колодки идут прорези, внутренняя её часть покрыта шелковой муаровой лентой голубого цвета шириной 24 мм. Колодка имеет на оборотной стороне закрутку для прикрепления медали к одежде.